# 김형섭 (1905년)
김형섭(1905년 8월 21일~1962년 5월 14일)은 대한민국의 정치인이다. 제4대 국회의원을 지냈다.

## 역대 선거 결과
|  | 36.50% |

|  | 53.12% |